# 陳國器
陳國器（？—？），號鼎弼，福建漳州府镇海卫军籍。明朝政治人物。

## 生平
萬曆三十七年（1609年）己酉科福建鄉試三十六名舉人，天啓二年（1622年）壬戌科会试一百十八名，三甲五十六名進士。礼部观政，本年授浙江永嘉知县，三年丁忧，六年补会稽县知县。崇祯三年本省同考，四年考选，授刑部河南司主事。六年升山西司郎中，告病归。

## 轶事
戴国章、陈国器、张国经三人为同乡，中同科进士。三人均有残疾，戴国章驼背，人称“鞠躬朝天子”；陈国器跛一足，人称“一足跳龙门”；张国经眇一目，人称“独眼观天象”。三人并称“三国奇杰”。